# 遺伝性球状赤血球症
遺伝性球状赤血球症（いでんせいきゅうじょうせっけっきゅうしょう、英 Hereditary spherocytosis, HS）は、溶血性貧血の一種。遺伝性に赤血球が球状化する。

## 病態
球状になった赤血球（球状赤血球）は変形能が乏しいので、物理的に脾臓を通過できずに破壊される。赤血球が脾臓で破壊される事を血管外溶血という。溶血により貧血となるが、その程度はまちまちである。また、溶血によってヘモグロビンが壊されて間接ビリルビンになり、血中の間接ビリルビン濃度が上昇する。

## 原因
常染色体優性遺伝。

赤血球の細胞骨格に関係する遺伝子が原因となっている物が多く、スペクトリン、アンキリン、Band 3, Protein 4.2などが含まれる。細胞骨格に異常があるために丸い形になる。浸透圧に抵抗する力が弱く、赤血球内にナトリウムイオンが入り込みやすくなる。そのナトリウムイオンを汲み出すためNa-K ATPaseが活性化し、その結果膜のリン脂質が失われ、小球性の球形を呈した異常な赤血球に変化する。

## 統計
ICD-10: D58.0

## 症状
- 溶血性貧血が起きるが、骨髄の赤血球造血能によって代償されるため、正常値のこともある。
- 血管外溶血によって軽度から中等度の脾腫が起きる。
- 血中の間接ビリルビンが増加して、家族性に小児期から黄疸や胆石を認める場合がある。

## 合併症
- 胆石を合併することが多く、胆石手術の際に初めて診断されることもある。
- 高度の貧血が成長期に持続していると、発育が遅れて小柄となる傾向がある。

## 検査
- 血液検査
  - 血清生化学検査
間接ビリルビンが増加する。
肝機能は胆石の影響がなければ正常。
ハプトグロビンが低下する。
  - 末梢血塗沫染色標本検査
真ん中が薄くなっていない赤血球を認める。真ん中が薄くなっていない赤血球を球状赤血球と言う。
網赤血球が増加する。
- 直接クームス試験では陰性になる。

## 診断
末梢血塗沫染色標本検査で、球状赤血球を認める事で下す。

家族歴も重要だが、両親に本症の徴候が認められないこともある。

## 治療
手術療法を行う。手術は、脾臓を摘出する。脾臓を摘出する事を脾摘と言う。脾摘により赤血球が破壊されなくなるので、溶血、黄疸が改善する。
- 適応 : 絶対適応。ただし、免疫の観点より、乳幼児期はなるべく避ける。
- 副作用は、脾臓が免疫を担っていることから病気にかかりやすくなる。病気にかかりやすくなる事を易感染性と言う。

貧血が高度な場合は輸血を行う。輸血された赤血球が脾臓で異常に破壊されることはない。

## 予後
- 基本的には慢性の経過であり、予後は良い。
- 感染症などの際に一過性に骨髄の赤血球造血能が低下し、貧血が急速に悪化することがある。
- 胆石の合併症として胆嚢や胆管の炎症が重症化すると、予後に影響する。

## 診療科
血液を専門とする小児科、血液内科

## 各国において

### 日本

#### 統計
日本の遺伝性溶血性貧血の中で最も多い。